# Liste des citoyens d'honneur de la Ville de Brașov
Pour les articles homonymes, voir Citoyen d'honneur.
Depuis 1992, la municipalité de Brașov a accordé le titre de citoyen d'honneur de la ville, parfois à titre posthume, à ceux qui se sont particulièrement distingués dans divers domaines, et à des personnes qui ont contribué au développement et à la promotion de Brasov.
| Personnalité                                                                             | Pays        | Date |
| ---------------------------------------------------------------------------------------- | ----------- | ---- |
| Nicolae Titulescu                                                                        | Roumanie    | 1992 |
| Les Anciens combattants de "l'Ordre des Chevaliers de Mihai Viteazul"                    | Roumanie    | 1992 |
| Ilie Ilașcu                                                                              | Roumanie    | 1994 |
| Bondoc Ionescu                                                                           | Roumanie    | 1996 |
| Norbert Detaeye                                                                          | Pays-Bas    | 1996 |
| Christiane Baillaud, Jumelage et collaboration avec la ville de Tours                    | France      | 1996 |
| Liviu Cornel Babeș, Héros national                                                       | Roumanie    | 1996 |
| Héros mort pour la révolution de 1989                                                    | Roumanie    | 1996 |
| Hans Bergel, Écrivain                                                                    | Allemagne   | 1996 |
| Iosif Tismănar                                                                           | Roumanie    | 1997 |
| Prof.Dr.Ec.Ing. Emil G. Negulescu                                                        | Roumanie    | 1997 |
| Ion Țiriac                                                                               | Roumanie    | 1997 |
| Les acteurs du soulèvement du 15 novembre, 1987                                          | Roumanie    | 1997 |
| Ștefan Baciu                                                                             | Roumanie    | 1998 |
| Lucia Portmann                                                                           |             | 1998 |
| Les 231 membres de la branche Brasov de l'Association des anciens prisonniers politiques | Roumanie    | 1999 |
| Ion Corneliu Vasiliu                                                                     | Roumanie    | 1999 |
| Wanyorek Constantin                                                                      | Roumanie    | 1999 |
| Erika Kern Și Robert                                                                     | Roumanie    | 1999 |
| Norbert Petri                                                                            | Roumanie    | 1999 |
| Dinu Niculescu                                                                           | Roumanie    | 1999 |
| Dumitru Dorin Prunariu                                                                   | Roumanie    | 1999 |
| Mariana Nicolesco                                                                        | Roumanie    | 1999 |
| Mihai Claudiu Covaliu                                                                    | Roumanie    | 2000 |
| Anciens prisonniers politiques, anciens prisonniers politiques en Roumanie               | Roumanie    | 2000 |
| Constantin Ticu Dumitrescu                                                               | Roumanie    | 2000 |
| Membres de l'Association du Novembre 15 Brasov                                           | Roumanie    | 2002 |
| Mihai Ivăncescu                                                                          | Roumanie    | 2002 |
| Tănase Tănase                                                                            | France      | 2002 |
| Prof. Bularca Valeriu și Ferariu Gheorghe                                                | Roumanie    | 2002 |
| Virginia Itta Marcu                                                                      | Roumanie    | 2003 |
| Daisuke Soga (Chef d'orchestre)                                                          | Japon       | 2003 |
| Dr. Laurian Taus                                                                         | Roumanie    | 2003 |
| Gamulea Florea                                                                           | Roumanie    | 2003 |
| Camelia Csiki (journaliste)                                                              | Roumanie    | 2004 |
| Graham Perolls OBE, Fondateur de "Hospice of Hope Romania".                              | Royaume-Uni | 2004 |
| Uhrich Petric Ernest Directoire de l'AIEA                                                | Roumanie    | 2004 |
| Monseigneur Martin Luley                                                                 | Roumanie    | 2004 |
| Prof. Dr. Binder Pal                                                                     | Roumanie    | 2005 |
| Prof. Prof. Reiff István                                                                 | Roumanie    | 2005 |
| Dr. Cristian Mihăilescu                                                                  | Roumanie    | 2006 |
| Gotca Andrei Constantin                                                                  | Roumanie    | 2006 |
| Cristian Mandeal Chef d'orchestre                                                        | Roumanie    | 2006 |
| Horia Andreescu Chef d'orchestre                                                         | Roumanie    | 2006 |
| Dr. Radu Popeea Ecrivain                                                                 | Roumanie    | 2006 |
| Hittjo H. Kruyswijk Chercheur                                                            | Pays-Bas    | 2006 |
| Dr. Alexandru Curea                                                                      | Roumanie    | 2006 |
| Radu Prișcu                                                                              | Roumanie    | 2010 |
| Alexandru Surdu                                                                          | Roumanie    | 2010 |